# Gran Premio de Angers
El Gran Premio de Angers era una carrera ciclista de la modalidad de velocidad que se disputaba anualmente en la localidad francesa de  Angers. La primera edición databa del 1875 y duró hasta el 1974, con algunas interrupciones. El danés Thorvald Ellegaard fue el ciclista con más victorias, con once triunfos en la categoría de profesional.

## Palmarés
| Año        | Ganador                   | Segundo                   | Tercero                        |
| 1875 (I)   | Bourras                   | Legagneux                 | Haas                           |
| 1875 (II)  | Lamauillé                 | Baudrier                  | -                              |
| 1875 (III) | baudrier                  | Liboreau                  | Broudard                       |
| 1876       | Charles Terront           | Henri Pascaud             | Camille Thuilet                |
| 1877       | Charles Terront           | Léon Viltard              | Tissier                        |
| 1878       | No se disputó             |                           |                                |
| 1879       | Charles Terront           | Hart                      | Léon Viltard                   |
| 1880       | Hart                      | Jules Terront             | Léon Viltard                   |
| 1881       | Frédéric de Civry         | Charles Terront           | Bresseau                       |
| 1882       | Frédéric de Civry         | Herbert Obaldeston Duncan | Charles Terront                |
| 1883       | Herbert Obaldeston Duncan | Garrard                   | Paul Medinger                  |
| 1884       | Paul Medinger             | Herbert Obaldeston Duncan | Charles Hommey                 |
| 1885       | Frédéric de Civry         | Paul Medinger             | Georges Laulan                 |
| 1886       | Ferdinand Charron         | Adrien Gaultier           | Henri Beconnais                |
| 1887       | Ferdinand Charron         | Georges Laulan            | Charles Terront                |
| 1888       | Charles Terront           | Jules Dubois              | Paul Medinger                  |
| 1889       | Louis Cottereau           | Paul Medinger             | Charles Terront                |
| 1890       | Louis Cottereau           | Charles Terront           | Fol H.                         |
| 1891       | Louis Cottereau           | Ferdinand Charron         | Henri Fournier                 |
| 1892       | Georges Cassignard        | N. Echalie                | Paul Medinger                  |
| 1893       | Paul Medinger             | Henri dit Anthony Debray  | Georges Cassignard             |
| 1894       | Eugène Chereau            | Henri Beconnais           | Louis Cottereau                |
| 1895       | Ludovic Morin             | Jean Gougoltz             | Henri Fournier                 |
| 1896       | Jean Gougoltz             | Ludovic Morin             | Danesle                        |
| 1897       | Jean Gougoltz             | Félix Henry               | A. Founneau                    |
| 1898       | Léon Domain               | Le Veler                  | A. Founneau                    |
| 1899       | Eugen Dirheimer           | Henri Cornet              | Léon Domain                    |
| 1900       | Léon Domain               | Paul Bourotte             | Jean Gougoltz                  |
| 1901       | Louis Grogna              | Paul Dangla               | Alphonse Foucré                |
| 1902       | Gabriel Poulain           | Jean Gougoltz             | Alphonse Foucré                |
| 1903       | Louis Grogna              | Gabriel Poulain           | A. Cousseau                    |
| 1904       | Henri Mayer               | Gabriel Poulain           | Sigmar Rettich                 |
| 1905       | Gabriel Poulain           | Guus Schilling            | A. Cousseau                    |
| 1906       | Guus Schilling            | Sigmar Rettich            | Victor Dupré                   |
| 1907       | Henri Mayer               | Thorwald Ellegaard        | Sigmar Rettich                 |
| 1908       | Walter Rütt               | Gabriel Poulain           | Edmond Jacquelin               |
| 1909       | Léon Comes                | Walter De Mara            | Henri Mayer                    |
| 1910       | Italia Cesare Moretti     | Guus Schilling            | A. Fournous                    |
| 1911       | Thorwald Ellegaard        | Walter De Mara            | Hervé                          |
| 1912       | A. Fournous               | Walter De Mara            | Émile Friol                    |
| 1913       | Julien Pouchois           | Pierre Sergent            | A. Fournous                    |
| 1914       | Gabriel Poulain           | A. Trante                 | A. Fournous                    |
| 1915-1920  | No se disputó             |                           |                                |
| 1921       | Gabriel Poulain           | Georges Peyrode           | Raymond Mourand                |
| 1922       | Gabriel Poulain           | Paul Textier              | Raymond Mourand                |
| 1923       | Gabriel Poulain           | Piet Moeskops             | Willie Spencer                 |
| 1924       | Maurice Schilles          | William J. Bailey         | Robert Marcot                  |
| 1925       | Lucien Michard            | Pierre Guyot              | Gérard Leene                   |
| 1926       | Raymond Mourand           | Gérard Leene              | Henri Wailliez                 |
| 1927       | Lucien Faucheux           | Lucien Michard            | Raymond Mourand                |
| 1928       | Lucien Faucheux           | Raymond Mourand           | Maurice Schilles               |
| 1929       | Lucien Michard            | Lucien Faucheux           | Raymond Mourand                |
| 1930       | Raymond Mourand           | Orlando Piani             | Lucien Faucheux                |
| 1931       | Joseph Scherens           | Raymond Mourand           | M. Cheron                      |
| 1932       | Lucien Michard            | Joseph Scherens           | Louis Gerardin Lucien Faucheux |
| 1933       | Louis Gérardin            | Joseph Scherens           | Willy Flack Hansen             |
| 1934       | Louis Gérardin            | Lucien Faucheux           | Lucien Michard                 |
| 1935       | No se disputó             |                           |                                |
| 1936       | Louis Gérardin            | Joseph Scherens           | Lucien Michard                 |
| 1937-1940  | No se disputaron          |                           |                                |
| 1941       | Louis Gérardin            | Jean Noblet               | Louis Chaillot                 |
| 1942       | Georges Senfftleben       | André Degelás             | Marcel Etienne                 |
| 1943-1945  | No se disputaron          |                           |                                |
| 1946       | Pierre Iacoponelli        | Guy Claisy                | Hugo Lorenzetti                |
| 1947       | Henri Sensever            | F. Vidal                  | Lacheze                        |
| 1948-1972  | No se disputaron          |                           |                                |
| 1973       | Daniel Morelon            | Pierre Trentin            | Gilles Trentin Gerard Quintyn  |
| 1974       | Daniel Morelon            | Gilles Trentin            | Alex Pontet                    |